# Villambrosa
Villambrosa es un concejo del municipio de Ribera Alta, en la provincia de Álava, País Vasco (España).

## Accesos
Por el pueblo sólo pasa la carretera A-4318, que nace en la A-2622 por el norte, entre Añana y Paúl, y en la A-2122 por el sur, que atraviesa Caicedo de Yuso. También puede llegarse desde Bergüenda.

## Geografía
Se encuentra en una zona elevada y boscosa, aunque con muchos claros, y en las cercanías del lago de Arreo, a escasos kilómetros está la localidad de Salinas de Añana y a unos 14 kilómetros de la ciudad de Miranda de Ebro. Su pueblo vecino más cercano es Alcedo.

## Historia
Hacia mediados del siglo XIX, el lugar, ya por entonces perteneciente a Ribera Alta, tenía contabilizada una población de medio centenar de habitantes. Aparece descrito en el decimosexto y último volumen del Diccionario geográfico-estadístico-histórico de España y sus posesiones de Ultramar de Pascual Madoz con las siguientes palabras:

VILLAMBROSA: l. del ayunt. de Ribera Alta, en la prov. de Alava (á Vitoria 5 1/2 leg.), part. jud. de Añana (1/2), aud. terr. y dióc. de Búrgos (16), c. g. de las Provincias Vascongadas. sit. en un alto; clima saludable, y reinan todos los vientos. Tiene 8 casas; igl. parr. (San Andrés) servida por un beneficiado de ración entera, y para el surtido del pueblo una fuente de aguas comunes. El térm. confina: N. Añana; E. Molenilla; S. Caicedo Yuso, y O. Alcedo. El terreno es flojo. caminos, locales. El correo se recibe de Salinas de Añana. prod.: trigo, cebada, avena y otros granos; cria de ganado lanar; caza de perdices. pobl.: 10 vec., 50 alm. contr.: con su ayunt. (V.).
(Madoz, 1850, p. 186)

## Demografía
En 2022, la entidad singular de población tenía empadronados once habitantes y el núcleo de población, los mismos.
| Gráfica de evolución demográfica de Villambrosa entre 2000 y 2017 |
|                                                                   |
| Población de derecho según los censos de población del INE.       |

## Patrimonio
Hay en el lugar una iglesia de San Andrés.

## Lugares cercanos de interés
- Lago de Arreo.[6][7]
- Añana.